# Columbo: Bluthochzeit
Bluthochzeit (Originaltitel: No Time to Die) ist eine erstmals auf ABC gesendete Episode der Kriminalfilm-Reihe Columbo aus dem Jahr 1992 nach einer Romanvorlage von Ed McBain. Die deutschsprachige Erstausstrahlung der fünften Folge der zehnten Staffel folgte 1993 auf RTL. Im Gegensatz zur üblichen Charakteristik der Reihe ereignet sich zu Beginn der Handlung kein Mord, und der vom US-amerikanischen Schauspieler Daniel McDonald verkörperte Psychopath Rudy Strassa agiert nicht als direkter Gegenspieler von Inspektor Columbo, dargestellt von Peter Falk.

## Handlung
Der Polizist Andy Parma feiert ausgelassen Hochzeit mit dem Model Melissa. Ihr wohlhabender Vater Sheldon Hays richtet die Veranstaltung aus, bei der neben zahlreichen anderen Gästen auch Andys Onkel Inspektor Columbo anwesend ist. Im Anschluss an die Festreden begibt sich das frisch verheiratete Paar auf sein Hotelzimmer. Als Andy nach der Dusche in den Schlafraum zurückkehrt, ist Melissa verschwunden. Er geht zunächst davon aus, dass es sich um eine traditionelle Brautentführung handelt, die seine Freunde vorab scherzhaft angekündigt hatten. Kurz darauf findet er einen Schuh von Melissa sowie einen mit Chloroform getränkten Wattebausch. Columbo wird sofort verständigt und versucht den Ablauf zu rekonstruieren. Als zusätzlichen Anhaltspunkt für eine echte Entführung entdeckt er den zweiten Schuh auf der Diensttreppe des Hotels. Zur Unterstützung der Ermittlung lässt er weitere Kollegen herbeirufen, die ebenfalls im Hotel übernachten. Der Inspektor stellt fest, dass die Treppe in einen Hinterhof führt, in dessen Nähe auch der Eingang zur Hotelküche liegt. Dort hat die Küchenhilfe Bill Bailey am Abend zwar einen weißen Kleinbus beobachtet, den Fahrer aber nicht sehen können. Zwischenzeitlich befindet sich Melissa gefesselt und geknebelt in einem dunklen Zimmer und erinnert sich: Der mit einer medizinischen Kopfbedeckung und Maske verhüllte Täter hatte sie mit einem Skalpell bedroht und betäubt. 
Im Hotelzimmer rätseln die Ermittler indes über das Motiv der Entführung und bereiten sich auf mögliche Lösegeldforderungen vor. Columbo sucht den Brautvater auf und berichtet von den Ereignissen. Ein Abgleich der vollständigen Gästeliste mit den Aufnahmen des Hochzeitsfotografen Alex Varrick soll Aufschluss darüber geben, ob sich unbekannte Personen während der Feier im Hotel aufgehalten haben. Da Andy nur wenige Gäste persönlich kennt und die meisten von seiner Frau aus der Modebranche eingeladen wurden, ist die Identifikation der Personen zeitaufwändig. Währenddessen betritt Melissas Peiniger den Raum und befreit sie von ihren Fesseln. Hinter dem blendenden Schein seiner Taschenlampe versichert er ihr, dass er sie liebe und die Ehe mit Andy keine Gültigkeit habe. Im weiteren Verlauf kündigt er ihre Freilassung für den Nachmittag desselben Tages an, um sie anschließend zu ehelichen. Seine Mutter sei zum gleichen Zeitpunkt vor den Traualtar getreten. Sie wurde später vom Vater umgebracht, woraufhin dieser sich die Kehle durchgeschnitten habe. Trotz des Kindheitstraumas möchte er selbst in die Fußstapfen seines Vaters treten und Chirurg werden. Da er bald zu seiner Arbeitsstelle aufbrechen muss und Melissa nicht mehr beaufsichtigen kann, verabreicht er ihr eine Schlaftablette.
Als der neue Tag anbricht, erhält die Polizei einen Hinweis vom Informanten Tubby Comfort, der den Aufenthaltsort von einem Verdächtigen namens Albert Wagner mitteilt. Der ehemalige Häftling hätte einen Grund, Andy zu bestrafen, nachdem dieser ein paar Jahre zuvor seinen Bruder erschossen hatte. Doch die Spur führt ins Leere und die mühsame Suche nach der Identität der Hochzeitsgesellschaft geht weiter. Nachdem ein Großteil der Gäste auf den Fotos den Namen auf der Liste zugeordnet werden konnte, kommt am Ende nur noch ein verbliebener Mann als Entführer infrage. Mithilfe der Vergrößerung eines anderen Fotos findet Columbo heraus, dass die Person einen markanten Ring trägt, auf dem der Schriftzug des Ramsey-Colleges eingraviert ist. Andy und Sergeant Goodman fahren in die College-Bibliothek, um alle Jahrbücher zu durchsuchen und mit den Aufnahmen von der Feier zu vergleichen. Durch eine erneute Befragung von Bailey kann der Inspektor derweil den Typ des Wagens eingrenzen, der vor dem Hotel geparkt hatte: Es muss sich um einen Ambulanzwagen gehandelt haben. Etwa zeitgleich ermitteln die anderen Polizisten Namen, Beruf und Adresse des im Jahrbuch ausfindig gemachten früheren Schülers: Rudy Strassa arbeitet als Fahrer für ein Krankenhaus.
Melissa wacht auf und findet ein Tablett mit einer Mahlzeit vor. Indem sie die rostigen Scharniere der Zimmertür mit Essig, Speiseöl und einer Gabel löst, gelingt ihr die Flucht aus dem Raum. Auf der Suche nach dem Ausgang öffnet sie die Tür zum Schlafzimmer. Beim Betreten des als eine Art Kultstätte hergerichteten Zimmers erklingt eine Hochzeitsmelodie (Treulich geführt). Außerdem erscheinen an die Wand projizierte Dias, die Melissa als Model zeigen. Spätestens jetzt wird ihr klar, dass sie es mit einem sadistischen Stalker und Psychopathen zu tun hat. Als sie versucht, das mit schwarzer Farbe verdeckte Fenster zu öffnen, kehrt Strassa vorzeitig von der Arbeit zurück. Beide sollen sich nun auf die bevorstehende Zeremonie vorbereiten. Strassa zwingt Melissa, das ehemalige Hochzeitskleid seiner Mutter anzuziehen. Sobald sie „verheiratet“ sind und die Ehe „vollzogen“ haben, wird er ihr die Kehle durchschneiden, so wie es damals seiner Mutter angetan wurde. Als sie sich weigert, das von ihm rezitierte Gelübde zu wiederholen, verletzt er sie im Gesicht. Inzwischen hat Columbo mit seinen Kollegen das Haus erreicht. Andy stürmt zusammen mit Detective Mulrooney die Wohnung und erschießt Strassa, kurz bevor dieser die aus dem Bett flüchtende Melissa angreifen kann. Columbo trifft erst danach am Tatort ein.

## Literarische Vorlage
Schriftsteller und Drehbuchautor Evan Hunter verfasste unter dem Pseudonym Ed McBain eine Kriminalromanreihe um das 87. Polizeirevier (87th Precinct). Seine Werke Schnapp-Schuss (Jigsaw) und Solange ihr zwei noch lebt (So Long as You Both Shall Live) aus den Jahren 1970 bzw. 1976 dienten als Vorlagen für die beiden Columbo-Episoden Zwei Leichen und Columbo in der Lederjacke und Bluthochzeit. Drehbuch und Inszenierung wichen von der typischen Machart der meisten anderen Folgen ab und entsprachen eher dem Whodunit-Ansatz klassischer Krimis. Während der gesamten Handlung gibt es keine Interaktion zwischen Columbo und seinem Gegenspieler. Die Spannung entwickelt sich vielmehr aus dem nahezu in Echtzeit stattfindenden Wettlauf mit der Zeit und der Suche nach der Identität des Täters, anstatt das Psychoduell von Pro- und Antagonist in den Vordergrund zu stellen. Bereits in der 1976 ausgestrahlten Folge Der alte Mann und der Tod kam ein ähnliches Konzept zum Einsatz, als das Verbrechen erst am Ende aufgeklärt wurde.

## Besetzung und Synchronisation
Die deutschsprachige Synchronfassung entstand bei der Neue Tonfilm München unter der Dialogregie und nach einem Dialogbuch von Pierre Peters-Arnolds.
| Figur                      | Darsteller         | Deutscher Sprecher |
| -------------------------- | ------------------ | ------------------ |
| Lieutenant Columbo         | Peter Falk         | Horst Sachtleben   |
| Gaststars                  |                    |                    |
| Melissa Parma              | Joanna Going       |                    |
| Detective Andy Parma       | Thomas Calabro     | Florian Halm       |
| Sergeant Goodman           | Dan Butler         | Gudo Hoegel        |
| Detective Dennis Mulrooney | Doug Savant        |                    |
| Rudy Strassa               | Daniel McDonald    |                    |
| Alex Varrick               | Daniel Davis       | Klaus Guth         |
| Police Captain             | Lance LeGault      | Horst Raspe        |
| Eileen Hacker              | Juliet Mills       | Monika John        |
| Bill Bailey                | David Byrd         |                    |
| Albert Wagner              | Don Swayze         |                    |
| Sheldon Hays               | Donald Moffat      | Alexander Allerson |
| Weitere Darsteller         |                    |                    |
| Louise Hays                | Patricia Huston    |                    |
| Tubby Comfort              | Cliff Emmich       | Gernot Duda        |
| Cindy                      | Beth Chamberlin    |                    |
| Samantha                   | Siobhan McCafferty |                    |
| President Loren Jefferson  | Stack Pierce       | Jochen Striebeck   |

## Rezeption
Die Fernsehzeitschrift TV Spielfilm vergab eine positive Wertung (Daumen hoch): „Mordfrei – dennoch mörderisch spannend. […] Dem „unechten“ Columbo nach einer Vorlage des renommierten Krimiautors Ed McBain fehlen die Leiche und die Zigarre – nicht aber der Humor und der verquere Hintersinn des kauzigen Inspektors.“
Der Autor Michael Striss wertete mit einem von vier Sternen (mangelhaft). Er hielt die Romanvorlage grundsätzlich für ungeeignet im Hinblick auf die charakteristische Erzählstruktur der Fernsehreihe: „Dieses unsägliche Machwerk sollte man sofort aus dem Gedächtnis streichen. Jeden Fan muss es schmerzen, mitanzusehen, in welch banaler Story der Inspektor hier verschlissen wird. Das Grundübel liegt in der absurden Idee, Columbo in einer Erzählung von Ed McBain alias Evan Hunter auftreten zu lassen. Das ist etwa so abwegig, als würde Miss Marple in der Welt von Dashiell Hammett oder Raymond Chandler ermitteln. Es ist der komplette Stilbruch. […] Schon der Originaltitel deutet auf ein Defizit hin: Niemand wird ermordet, dementsprechend existiert auch kein Mörder. Das wesentliche Element, der nervenaufreibende Dialog zwischen Inspektor und Täter, entfällt. Als Columbo Strassa erstmalig begegnet, ist der gerade dahingeschieden. Unverzichtbar für einen »Columbo« ist aber eine interessante Täterpersönlichkeit mit Ideenreichtum und einem plausiblen Motiv. Stattdessen wird hier ein Amok laufender Psychopath präsentiert. Bis auf einige Kleinigkeiten um Mrs. Columbo meint man hier auch auf sämtliche Kultmotive verzichten zu können. […] Gezeigt wird glaubhaft die kriminalistische Kleinarbeit sowie die betriebsame Hektik, mit der eine Polizeiaktion abläuft. […] All das ist jedoch einer Columbo-Episode wesensfremd. Columbo hat sich in ein falsches Revier verirrt. Die Schlussszene spricht in dieser Hinsicht Bände: Die Kollegen haben das Haus gestürmt und den Täter erschossen – alles innerhalb der Zeit, die Columbo brauchte, um einmal seine Dienstwaffe zu ziehen. Nun steht er im Türrahmen und macht ein Gesicht, als begreife er erst jetzt, dass er sich im falschen Film befindet. Da ist es jedoch längst zu spät.“
Der Autor Uwe Killing formulierte seine Kritik ähnlich: „Die meisten neuen Episoden konnten sich am Original aus den siebziger Jahren messen lassen. Es gab aber auch Ausrutscher wie beispielsweise die Episode Bluthochzeit (1992). Hier brachen Drehbuch und Inszenierung mit vielen ungeschriebenen Columbo-Gesetzen – was sich wie schon bei der früheren Folge Der alte Mann und der Tod (1976) als keine gute Idee herausgestellt hatte. […] Der Film mit störenden Horror- und Sexelementen zwingt Columbo zu einem gehetzten Verhalten, das ihm überhaupt nicht steht. Am Ende erschießt eine forsche Kollegin den Entführer – und Columbo schaut auf die Blutlache im Bett, als befinde er sich im falschen Film.“
Auch Mark Dawidziak äußerte sich abwertend: „Sachlich und geradlinig ist Bluthochzeit ein unbeholfener Versuch, Columbo in neue Regionen vorstoßen zu lassen. Es fehlt der köstliche Humor und der Charakterreichtum, den wir von diesen Kriminalgeschichten erwarten. Der Film rüttelt nicht nur an der Columbo-Formel, er verzichtet auf die wesentlichen Zutaten. […] Die unerträglich bedächtige Bluthochzeit wirkt wie eine beliebige Cop-Story mit einer ‚Frau in Gefahr‘ im Mittelpunkt. Und wir wollen nicht, dass sich Inspektor Columbo wie jeder andere Polizist im Fernsehen verhält.“
Der Fernsehfilm erzielte dennoch die besten US-Einschaltquoten der Reihe nach den 1970er-Jahren.